# Jiratchaya Sirimongkolnawin
Jiratchaya Sirimongkolnawin (nacida el 2 de mayo de 1991) es una modelo, diseñadora de moda y ganadora de concursos de belleza tailandesa que fue coronada Miss Tiffany's Universe 2016 y luego ganó el título internacional de Miss International Queen 2016. Ella es la cuarta concursante de Tailandia en ser coronada Miss International Queen.  

## Carrera

### Miss Tiffany's Universe 2016
Fue coronada Miss Tiffany's Universe 2016 y representó a Tailandia en Miss International Queen 2016.

### Miss International Queen 2016
Fue coronada Miss Reina Internacional 2016 y es la cuarta tailandesa en lograr este título. 